# USS Pennsylvania (BB-38)
USS Pennsylvania (BB-38) là một thiết giáp hạm của Hải quân Hoa Kỳ, là chiếc dẫn đầu trong lớp của nó thuộc thế hệ các thiết giáp hạm "siêu-dreadnought"; và là chiếc tàu chiến thứ ba của Hải quân Mỹ được đặt cái tên này nhằm tôn vinh tiểu bang Pennsylvania.
Được đưa vào hoạt động khi Chiến tranh thế giới thứ nhất còn đang tiếp diễn, nó từng hoạt động trong cả Thế Chiến I và Thế Chiến II. Nó từng là mục tiêu được quân Nhật nhắm đến trong cuộc tấn công Trân Châu Cảng vào ngày 7 tháng 12 năm 1941, nhưng chỉ bị hư hỏng nhẹ. Sau khi được sửa chữa, nó tiếp tục hoạt động tại mặt trận Thái Bình Dương cho đến hết Thế Chiến II. Nó bị đánh chìm vào ngày 10 tháng 2 năm 1948 khi được sử dụng trong thử nghiệm bom nguyên tử ngoài khơi Kwajalein.

## Thiết kế và chế tạo
Pennsylvania được đặt lườn vào ngày 27 tháng 10 năm 1913 bởi hãng Northrop Grumman Newport News tại Newport News, Virginia. Nó được hạ thủy vào ngày 16 tháng 3 năm 1915, được đỡ đầu bởi Elizabeth Kolb ở Philadelphia, Pennsylvania, và được đưa vào hoạt động ngày 12 tháng 6 năm 1916 dưới sự chỉ huy của thuyền trưởng Henry B. Wilson.

## Lịch sử hoạt động

### Hạm đội Đại Tây Dương
Pennsylvania thoạt tiên được bố trí đến Hạm đội Đại Tây Dương. Vào ngày 12 tháng 10 năm 1916, nó trở thành soái hạm của Tư lệnh Hạm đội Đại Tây Dương, khi Đô đốc Henry T. Mayo chuyển cờ hiệu của mình từ chiếc Wyoming (BB-32) sang chiếc Pennsylvania. Vào tháng 1 năm 1917, Pennsylvania lên đường tham gia diễn tập hạm đội trong vùng biển Caribbe. Nó quay về căn cứ tại Yorktown, Virginia ngày 6 tháng 4 năm 1917, ngày mà Hoa Kỳ tuyên chiến với Đức. Nó đã không lên đường gia nhập vào Hạm đội Grand của Hải quân Anh vì nó dùng dầu đốt thay vì than, và không thể dành thêm tàu chở dầu để chuyên chở nhiên liệu bổ sung sang Anh Quốc, lúc này đang bị thiếu hụt dầu. Trong hoàn cảnh như vậy, chỉ có các thiết giáp hạm chạy bằng than mới được chọn cho nhiệm vụ này. Đặt căn cứ tại Yorktown, nó duy trì tình trạng sẵn sàng chiến đấu qua các đợt diễn tập hạm đội và huấn luyện chiến thuật trong khu vực vịnh Chesapeake, xen kẻ với việc đại tu tại Norfolk và New York, cùng một lần cơ động đến Long Island.
Vào ngày 11 tháng 8 năm 1917, trong khi ở tại Yorktown, Pennsylvania xếp hàng thủy thủ đoàn trên boong tàu để chào mừng khi chiếc Mayflower cùng Tổng thống Woodrow Wilson đến nơi. Lúc 12 giờ 15 phút, Tổng thống Wilson đi duyệt qua Pennsylvania với nghi thức trọng thể đầy đủ.
Vào ngày 2 tháng 12 năm 1918, Pennsylvania đến thả neo ngoài khơi Tompkinsville, New York. Ngày 4 tháng 12, nó lên đường đi đến Brest, Pháp. Lúc 11 giờ 00, chiếc George Washington treo cờ hiệu của Tổng thống Hoa Kỳ tiến ra khơi cùng với sự hộ tống của mười tàu khu trục. Pennsylvania xếp hàng thủy thủ đoàn trên boong tàu và bắn 21 phát đại bác để chào mừng. Nó chiếm lấy vị trí phía trước chiếc George Washington dẫn đầu đoàn hộ tống danh dự cho Tổng thống. Đến Brest ngày 13 tháng 12, thủy thủ đoàn xếp hàng và chào mừng khi chiếc George Washington đi ngang vào chỗ neo đậu. Ngày 14 tháng 12, Pennsylvania khởi hành quay về New York, và đến nơi ngày 25 tháng 12.
Vào tháng 2 năm 1919, Pennsylvania tham gia cuộc cơ động của hạm đội tại vùng biển Caribbe, và quay trở về New York vào cuối mùa Xuân. Trong khi ở lại New York, ngày 30 tháng 6 năm 1919, chức vụ Tổng tư lệnh Hạm đội Đại Tây Dương của Đô đốc Mayo được thay thế bởi Phó Đô đốc Henry B. Wilson, nguyên là thuyền trưởng đầu tiên của con tàu.
Tại Tompkinsville ngày 8 tháng 7 năm 1919, Pennsylvania đón lên tàu Phó Tổng thống Thomas R. Marshall, các Bộ trưởng trong nội các Daniels, Glass, Wilson, Baker, Lane và Nghị sĩ Champ Clark rồi tiến ra khơi. Lúc 10 giờ 00, thiết giáp hạm Oklahoma được nhìn thấy cùng với chiếc George Washington đang treo cờ hiệu vủa Tổng thống cùng với đoàn tàu hộ tống. Pennsylvania bắn một loạt pháo chào mừng Tổng thống, rồi chiếm lấy vị trí dẫn đầu phía trước chiếc Oklahoma hướng về phía New York, dừng lại để tiễn các vị thượng khách danh dự lên bờ trước khi quay về chỗ neo đậu.
Ngày 7 tháng 1 năm 1920, chiếc thiết giáp hạm rời New York tham gia cuộc cơ động của hạm đội tại vùng biển Caribbe, và quay trở về New York ngày 26 tháng 4 năm 1920. Nó tiếp tục thực hiện lịch trình huấn luyện tại chỗ cho đến ngày 17 tháng 1 năm 1921 khi nó rời New York đi đến vùng kênh đào Panama. Pennsylvania đi đến Balboa, Panama ngày 20 tháng 1, gia nhập Hạm đội Thái Bình Dương và trở thành soái hạm của hạm đội hỗn hợp, khi Tổng tư lệnh Hạm đội Đại Tây Dương nắm quyền chỉ huy Hạm đội Thiết giáp hạm theo lệnh của Bộ Hải quân.
Ngày 21 tháng 1 năm 1921, Hạm đội khởi hành từ Balboa đi Callao, Peru, và đến nơi ngày 31 tháng 1 năm 1921. Rời cảng này ngày 2 tháng 2, Pennsylvania quay về Balboa vào ngày 14 tháng 2, rồi tiến hành các đợt thực tập ngắn trong khi ở lại Căn cứ Hải quân vịnh Guantanamo, Cuba. Quay về Hampton Roads ngày 28 tháng 4 năm 1921, nó bắn 21 loạt đạn chào khi đi ngang qua chiếc Mayflower. Sau đó Bộ trưởng Hải quân, Thứ trưởng Hải quân và Trưởng phònng Hành quân Hải quân cùng lên tàu chuẩn bị cho lễ tiếp đón Tổng thống Hoa Kỳ. Lúc 11 giờ 40 phút, Tổng thống Warren Harding lên tàu và cờ hiệu của ông được kéo lên cột buồm chính.

### Hạm đội Thái Bình Dương
Ngày 22 tháng 8 năm 1922, Pennsylvania rời Lynnhaven Roads gia nhập Hạm đội Thái Bình Dương. Đi đến San Pedro, California ngày 26 tháng 9 năm 1922, khu vực hoạt động chủ yếu của nó cho đến năm 1929 là dọc theo bờ biển California, Washington và Oregon, với các cuộc cơ động và thực tập chiến thuật được tổ chức định kỳ tại khu vực kênh đào Panama, vùng biển Caribbe và khu vực Hawaii. Chiếc thiết giáp hạm cùng Hạm đội rời San Francisco, California ngày 15 tháng 4 năm 1925, và sau khi tham dự một cuộc tập trận tại khu vực Hawaii, đã rời Honolulu, Hawaii ngày 1 tháng 7 lên đường sang Melbourne, Australia. Sau khi ghé thăm Wellington, New Zealand, nó quay trở về San Pedro vào ngày 26 tháng 9 năm 1925.
Vào tháng 1 năm 1929, Pennsylvania thực hiện chuyến đi đến Panama; và sau các đợt cơ động huấn luyện trong thời gian đặt căn cứ tại vịnh Guantanamo, Cuba, nó di chuyển xưởng hải quân Philadelphia, đến nơi ngày 1 tháng 6 năm 1929, để tiến hành đại tu và hiện đại hóa. Chiếc thiết giáp hạm ở lại xưởng tàu gần hai năm; khi dàn pháo hạng hai giảm xuống còn 12 khẩu pháo 127 mm (5 inch)/51 caliber và số súng phòng không 76 mm (3 inch) được thay thế bằng tám khẩu pháo 127 mm (5 inch)/25 caliber. Ngày 8 tháng 5 năm 1931, nó khởi hành một chuyến đi huấn luyện học viên mới đến vịnh Guantanamo, Cuba, rồi quay trở về. Ngày 6 tháng 8 năm 1931, một lần nữa chiếc tàu chiến lại đi đến Guantanamo, rồi tiếp tục đi đến San Pedro, nơi nó lại gia nhập Hạm đội Thiết giáp hạm.
Từ tháng 8 năm 1931 đến năm 1941, Pennsylvania tham gia các đợt thực hành chiến thuật và tác xạ của Hạm đội dọc theo bờ Tây Hoa Kỳ, cũng như tham dự các cuộc tập trận cơ động Vấn đề Hạm đội được tổ chức định kỳ tại vùng biển Hawaii và biển Caribbe. Pennsylvania là một trong số 14 tàu chiến được trang bị kiểu radar thế hệ đầu CXAM-1 của hãng RCA. Sau một đợt đại tu và cải biến tại Xưởng hải quân Puget Sound nhằm tăng số pháo 127 mm (5 inch)/25 caliber lên 12 khẩu, ngày 7 tháng 1 năm 1941, chiếc thiết giáp hạm khởi hành hướng đến vùng biển Hawaii, nơi nó thực hiện các hoạt động thường xuyên cùng các đơn vị của Lực lượng Đặc nhiệm 1 và 5 trong suốt năm đó, và từng thực hiện một chuyến đi ngắn đến bờ Tây nước Mỹ cùng Lực lượng Đặc nhiệm 18.

### Thế Chiến II

#### 1941-1943

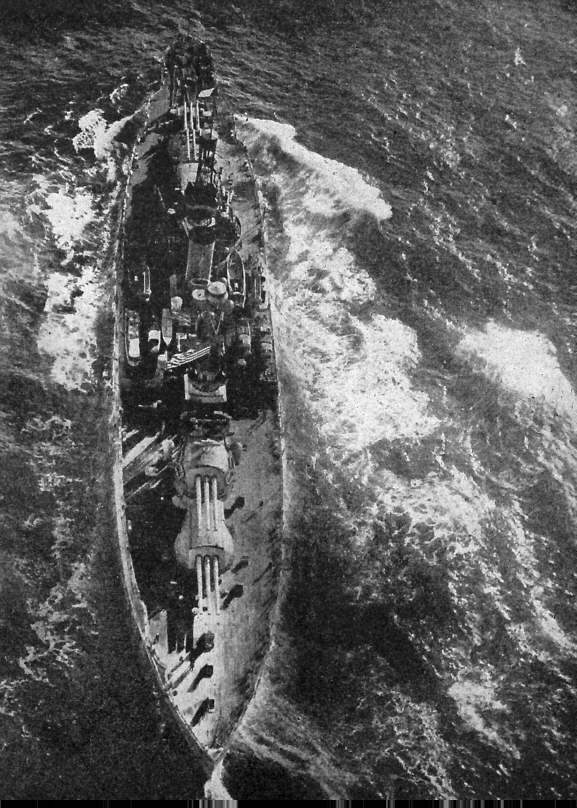
USS Pennsylvania

Vào lúc Nhật Bản tấn công Trân Châu Cảng ngày 7 tháng 12 năm 1941, Pennsylvania đang trong ụ tàu của xưởng hải quân Trân Châu Cảng. Nó là một trong những tàu chiến đầu tiên nổ súng khi các máy bay ném bom bổ nhào và máy bay ném ngư lôi đối phương bắt đầu cuộc tấn công. Chúng đã không thành công trong những nỗ lực phóng ngư lôi vào thùng chặn của ụ tàu, nhưng Pennsylvania cùng khu vực chung quanh bị bắn phá nặng nề. Một khẩu đội pháo 127 mm (5 inch) bị loại khỏi vòng chiến khi một quả bom đánh trúng mạn phải tàu và phát nổ trong ngăn số 9. Các tàu khu trục Cassin và Downes, ngay phía trước chiếc Pennsylvania trong ụ tàu, bị hư hại nặng do trúng phải bom, và bản thân chiếc thiết giáp hạm bị bao phủ bởi một cơn mưa mảnh vụn. Một phần của ống phóng ngư lôi trên chiếc Downes, nặng khoảng 450 kg (1.000 lb), bị thổi tung lên cầu tàu chiếc Pennsylvania. Khi cuộc tấn công kết thúc, chiếc tàu chiến bị tổn thất 15 người thiệt mạng (bao gồm Sĩ quan Cao cấp của nó), 14 người mất tích và 38 người bị thương.
Ngày 20 tháng 12 năm 1941, Pennsylvania khởi hành đi San Francisco, và đến nơi ngày 29 tháng 12 năm 1941. Công việc sửa chữa những hư hỏng của nó kéo dài đến tận ngày 30 tháng 3 năm 1942. Từ ngày 14 tháng 4 đến ngày 1 tháng 8 năm 1942, Pennsylvania tiến hành huấn luyện và tuần tra dọc theo bờ biển California, bị ngắt quãng bởi các lần đại tu tại San Francisco. Trong giai đoạn này, vào ngày 4 tháng 6 năm 1942, Đô đốc Ernest J. King, Tổng tư lệnh Hải quân Hoa Kỳ, chủ trì một buổi lễ ngắn trên chiếc Pennsylvania để trao tặng Huân chương Phục vụ Dũng cảm cho Đô đốc Chester W. Nimitz do những cống hiến xứng đáng trong cương vị Tư lệnh Hạm đội Thái Bình Dương Hoa Kỳ từ ngày 31 tháng 12 năm 1941. Sau đó nó khởi hành như một trong số bảy thiết giáp hạm dưới quyền chỉ huy của Phó Đô đốc William S. Pye sẵn sàng đánh chặn lực lượng Nhật Bản nếu như chúng có ý định tấn công bờ Tây Hoa Kỳ. Sau khi trận Midway kết thúc bằng chiến thắng rõ ràng cho phía Mỹ, lực lượng khởi hành đi San Pedro.
Ngày 1 tháng 8 năm 1942, Pennsylvania rời San Francisco hướng đến Trân Châu Cảng, và đến nơi ngày 14 tháng 8. Nó tiến hành thực tập tác xạ và tham gia vào lực lượng đặc nhiệm tàu sân bay hoạt động tại vùng biển Hawaii. Vào ngày 4 tháng 10, Pennsylvania quay về San Francisco, rồi ở lại đó để đại tu và cải biến cho đến tận ngày 5 tháng 2 năm 1943. Các kiểu pháo 127 mm (5 inch)/51 caliber và 127 mm (5 inch)/25 caliber được thay thế bằng 16 khẩu 127 mm (5 inch)/38 caliber pháo đa dụng bố trí trên các tháp pháo đôi. Nó bắt đầu tiến hành các cuộc huấn luyện ôn tập và tuần tra phòng không ngoài khơi bờ biển California. Vào ngày 23 tháng 4, Pennsylvania khởi hành đi Alaska tham gia Chiến dịch Aleut.
Vào ngày 30 tháng 4 năm 1943, Pennsylvania đi đến vịnh Cold, Alaska. Trong các ngày 11 và 12 tháng 5, nó tham gia bắn phá các mục tiêu tại vịnh Holtz, Attu và cảng Chicago để hỗ trợ cho các cuộc đổ bộ. Khi nó rút lui khỏi Attu ngày 12 tháng 5, một máy bay tuần tra phát tin cảnh báo một làn sóng ngư lôi đang hướng chiếc Pennsylvania. Chiếc thiết giáp hạm cơ động lẩn tránh với tốc độ tối đa và né tránh được quả ngư lôi an toàn. Tàu khu trục Edwards hợp cùng Farragut truy tìm kẻ tấn công. Sau mười giờ liên tục săn đuổi bằng mìn sâu, chiếc tàu ngầm Nhật Bản I-31 bị buộc phải nổi lên mặt nước và bị hỏa lực pháo của chiếc Edwards bắn trúng. Dù bị hư hại nặng, chiếc tàu ngầm đối phương vẫn sống sót cho đến ngày 13 tháng 6 khi nó bị tàu khu trục Frazier đánh chìm. Sóng ngư lôi lại được trông thấy vào buổi sáng ngày 14 tháng 5, và lần này những chiếc tàu khu trục truy tìm một cách vô vọng. Cùng buổi sáng hôm đó, thủy phi cơ của Pennsylvania (những chiếc OS2U Kingfisher) được tung ra để hoạt động từ chiếc tàu chở thủy phi cơ Casco để càn quét các mục tiêu đối phương trên đảo Attu.
Trưa ngày 14 tháng 5, Pennsylvania tiến hành đợt bắn phá bờ biển thứ ba, lần này là nhằm hỗ trợ cho cuộc tấn công của bộ binh lên cánh phải vịnh Holtz. Sau đó nó hoạt động ở phía Bắc và Đông Attu cho đến ngày 19 tháng 5 khi nó khởi hành đi Adak. Nó rời Adak ngày 21 tháng 5 và về đến xưởng hải quân Puget Sound, Bremerton, ngày 28 tháng 5. Chiếc thiết giáp hạm quay trở lại Adak ngày 7 tháng 8, và rời nơi đó ngày 13 tháng 8 như là soái hạm của Chuẩn Đô đốc Francis W. Rockwell, chỉ huy Lực lượng tấn công Kiska. Ngày 15 tháng 8, lực lượng tấn công đã đổ bộ lên các bãi biển phía Tây Kiska mà không gặp sự kháng cự. Đến chiều tối ngày 16 tháng 8, sự việc trở nên rõ ràng là quân Nhật đã triệt thoái dưới sự che chở của sương mù trước cuộc đổ bộ. Pennsylvania tuần tra ngoài khơi Kiska thêm một thời gian trước khi quay về Adak vào ngày 23 tháng 8.
Pennsylvania quay về đến Trân Châu Cảng ngày 1 tháng 9. Nó nhận lên tàu 790 hành khách rồi khởi hành ngày 19 tháng 9 hướng đến San Francisco, và đến nơi ngày 25 tháng 9. Nó quay lại Trân Châu Cảng ngày 6 tháng 10, và sau khi đưa hành khách lên bờ, chiếc thiết giáp hạm tham gia thực tập tác xạ và huấn luyện tại khu vực Hawaii. Nó trở thành soái hạm của Chuẩn Đô đốc Richmond K. Turner, Tư lệnh Lực lượng Đổ bộ 5, và tham gia vào Lực lượng Tấn công cánh Bắc, rời Trân Châu Cảng ngày 10 tháng 11 để tấn công lên đảo san hô Makin trong quần đảo Gilbert.
Lực lượng Đặc nhiệm bao gồm bốn thiết giáp hạm, bốn tàu tuần dương, ba tàu sân bay hộ tống các tàu vận tải và tàu khu trục đã tiếp cận đảo san hô Makin từ hướng Tây Nam vào buổi sáng ngày 20 tháng 11. Pennsylvania khai hỏa nhắm vào đảo Butaritari trước tiên bằng các khẩu pháo chính của nó ở khoảng cách 13 km (14.200 yard) rồi sau đó khai hỏa các khẩu pháo hạng hai của nó.
Ngay trước khi sẵn sàng tác chiến vào lúc sáng sớm ngày 24 tháng 11, một tiếng nổ dữ dội xảy ra về phía mạn phải con tàu trong khi Pennsylvania đang đi đến vị trí yểm trợ ngoài khơi Makin. Trong nhiều phút sau vụ nổ, một đám cháy bừng lên chiếu sáng cả khu vực. Tin tức nhận được cho biết chiếc tàu sân bay hộ tống Liscome Bay đã bị trúng ngư lôi, bị chìm với tổn thất nhân mạng nặng nề, bao gồm Chuẩn Đô đốc Henry M. Mullinnix tư lệnh hải đội. Máy bay phóng ngư lôi đối phương tiếp nối các cuộc tấn công ban đêm kiên quyết vào các đêm 25 và 26 tháng 11 nhưng bị đánh lui mà không gây thêm thiệt hại nào cho Lực lượng Đặc nhiệm.

#### 1944

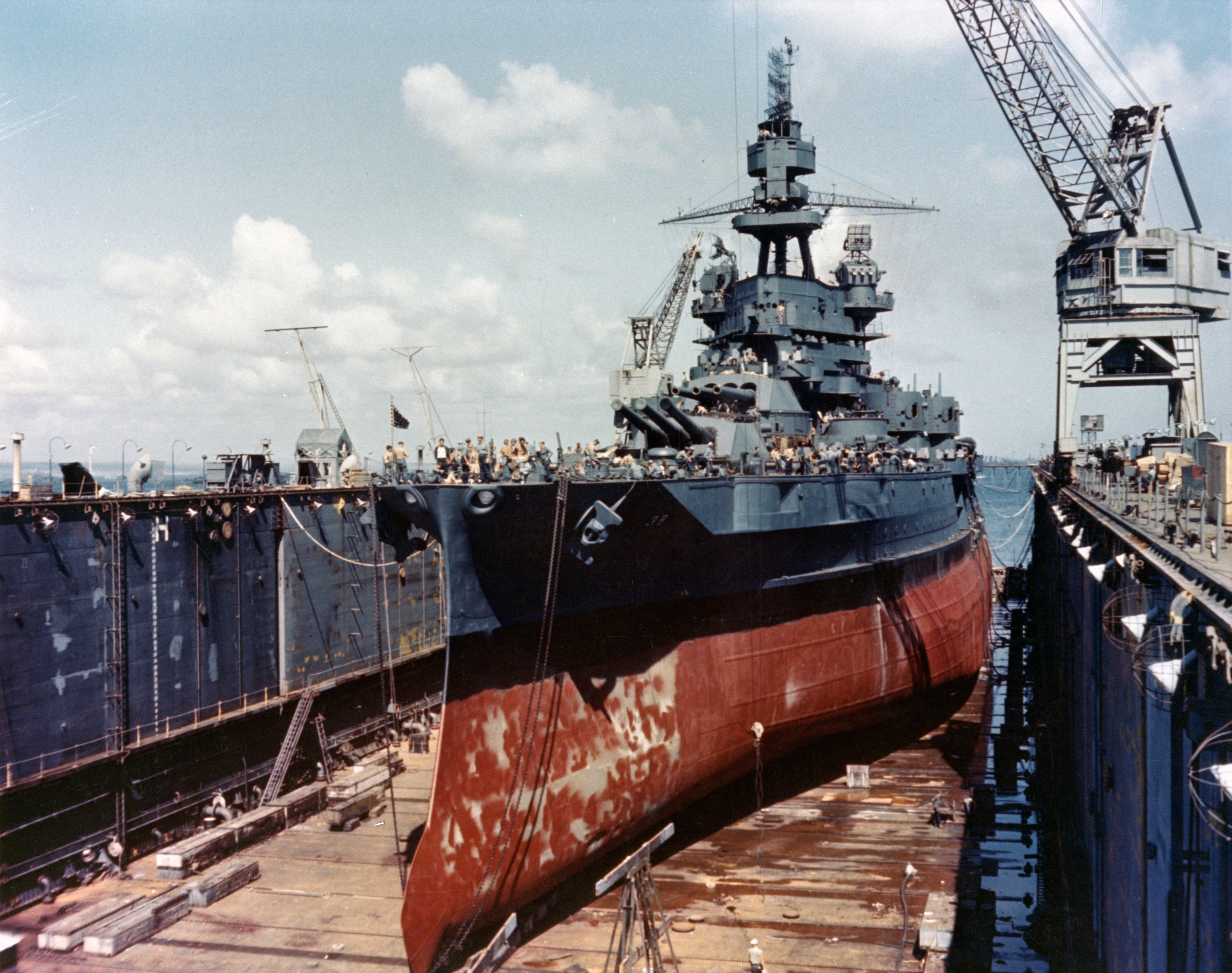
Pennsylvania trong ụ tàu tại Thái Bình Dương, khoảng năm 1944

Vào ngày 31 tháng 1 năm 1944, Pennsylvania tiến hành nã pháo xuống đảo Kwajalein và tiếp tục suốt ngày hôm đó. Cuộc đổ bộ được thực hiện vào ngày 1 tháng 2, khi Pennsylvania tham gia hỗ trợ bắn pháo các mục tiêu đối phương trước và trong khi đổ bộ. Chiều tối ngày 3 tháng 2, chiếc thiết giáp hạm thả neo trong vũng biển san hô gần Kwajalein. Sự thành công của chiến dịch Kwajalein đã được đảm bảo và Pennsylvania rút lui về đảo san hô Majuro để được tiếp tế đạn dược.
Ngày 12 tháng 2 Pennsylvania lên đường tham gia chiến dịch tấn công Eniwetok. Vào ngày 17 tháng 2, Pennsylvania táo bạo băng qua luồng nước sâu tiến vào vũng biển Eniwetok trong khi các khẩu đội pháo khai hỏa. Nó di chuyển dọc theo một luồng trong vũng biển đến một vị trí ngoài khơi đảo Engebi và thực hiện nã pháo các vị trí đối phương. Sáng ngày 18 tháng 2, Pennsylvania tiến hành nã pháo xuống Engebi trước và trong khi các đợt của lực lượng tấn công các bãi đổ bộ. Sau khi Engebi đã được đảm bảo, Pennsylvania di chuyển về phía Nam băng qua vũng biển đến khu vực phụ cận đảo Parry, nơi nó tiến hành nã pháo các mục tiêu trong các ngày 20 và 21 tháng 2 nhằm chuẩn bị cho cuộc tấn công đổ bộ lên đảo này. Vào lúc bắt đầu đợt bắn phá, hòn đảo này được che phủ bởi những rừng cây cọ dày đạc che phủ cho đến mép nước; nhưng đến khi kết thúc cuộc bắn phá, không còn cây nào đứng vững. Sáng ngày 22 tháng 2, nó bắn pháo dọn đường cho cuộc đổ bộ lên đảo Parry.
Pennsylvania rút lui về Majuro ngày 1 tháng 3, rồi sau đó di chuyển về phía Nam đến cảng Havannah, Efate, New Hebrides. Nó ở lại Efate cho đến cuối tháng 4, và đến ngày 29 tháng 4, Pennsylvania đi đến Sydney. Nó quay lại Efate ngày 11 tháng 5 rồi tiếp tục di chuyển đến cảng Purvis, quần đảo Florida, nơi nó tiến hành các cuộc thực tập bắn pháo và tấn công đổ bộ. Chiếc thiết giáp hạm quay trở lại Efate ngày 27 tháng 3, và sau khi được tiếp tế đạn dược, nó khởi hành ngày 2 tháng 6 và đi đến Roi ngày 3 tháng 6.
Ngày 10 tháng 6, Pennsylvania hợp cùng một lực lượng các thiết giáp hạm, tàu tuần dương, tàu sân bay hộ tống và tàu khu trục lên đường chuẩn bị cho cuộc tấn công và đổ bộ lên quần đảo Mariana. Đêm hôm đó, một tàu khu trục đang hộ tống báo cáo nghe được âm thanh đối phương nên lệnh cơ động lẩn tránh 90 độ sang mạn trái được ban ra. Do sự cơ động này, Pennsylvania va chạm với chiếc tàu vận tải cao tốc Talbot và bị hư hại nhẹ. Talbot bị buộc phải quay về Eniwetok để được sửa chữa khẩn cấp.
Ngày 14 tháng 6, Pennsylvania tham gia bắn phá Saipan chuẩn bị cho cuộc tấn công đổ bộ được tiến hành sáng hôm sau trong khi chiếc thiết giáp hạm di chuyển ngoài khơi bờ biển Đông Bắc Tinian, thực hiện các cuộc bắn phá xuống hòn đảo nhằm vô hiệu hóa các khẩu đội pháo đối phương có thể khai hỏa vào các bãi đổ bộ tại Saipan. Vào ngày 16 tháng 6, chiếc thiết giáp hạm tiến hành bắn phá các mục tiêu đối phương tại Orote Point, Guam, rồi sau đó rút lui để bảo vệ khu vực Saipan. Pennsylvania rời Mariana ngày 25 tháng 6, và sau khi ở lại Eniwetok một thời gian ngắn, lại khởi hành ngày 9 tháng 7 để tiếp tục hỗ trợ cho chiến dịch Marianas.
Từ ngày 12 đến ngày 14 tháng 7, Pennsylvania tiến hành đợt bắn pháo lên đảo Guam nhằm chuẩn bị cho cuộc tấn công và đổ bộ lên hòn đảo này. Sau khi hoàn tất việc nã pháo vào chiều tối ngày 14 tháng 7, nó quay về Saipan được tiếp tế đạn dược. Nó quay lại Guam vào ngày 17 tháng 7, dùng hỏa lực hỗ trợ cho các nhóm công binh dọn đường. Cùng lúc đó chiếc thiết giáp hạm tiếp tục bắn pháo có chủ định vào các mục tiêu được chỉ định cho đến ngày 20 tháng 7, Trong quá trình chiến dịch Guam, nó đã bắn nhiều quả đạn pháo hơn bất kỳ chiếc tàu chiến nào khác trong một chiến dịch duy nhất. Vì lý do đó, nó có được một trong các tên lóng là "Old Falling Apart," vì nó tung ra quá nhiều sắt thép đến mức dường như nó sắp rời ra từng mảnh.
Sáng ngày 21 tháng 7, Pennsylvania chiếm lấy vị trí giữa bãi Agat và bán đảo Orote, thực hiện bắn pháo xuống khu vực bãi biển để chuẩn bị cho cuộc đổ bộ trong khi lực lượng và thiết bị được chất lên các tàu đổ bộ và sắp xếp các đợt đổ bộ. Khi các bãi đổ bộ đã được hình thành, nó ở vị trí trực chiến sẵn sàng nã pháo theo yêu cầu có thể có từ các nhóm trinh sát pháo binh trên bờ, và tiếp tục vai trò này cho đến ngày 3 tháng 8. Nó di chuyển đến Eniwetok, rồi tiếp tục đến quần đảo New Hebride, và sau một cuộc tổng dượt tấn công đổ bộ tại mũi Esperance, Guadalcanal; chiếc thiết giáp hạm đi đến cảng Purvis, đảo Florida. Nó khởi hành ngày 6 tháng 9 trong thành phần của Đội đặc nhiệm bắn pháo và yểm trợ hỏa lực Palau. Từ ngày 12 đến ngày 14 tháng 9, Pennsylvania tham gia bắn phá dày đặc các mục tiêu trên đảo Peleliu. Vào ngày 15 tháng 9, nó còn hỗ trợ hỏa lực cho lực lượng đổ bộ trên hòn đảo; rồi sau đó tấn công phá hủy các vị trí pháo đối phương đặt dọc theo đỉnh núi và sườn đồi bên cạnh bãi Red trên đảo Angaur.
Ngày 25 tháng 9, Pennsylvania đi đến Manus thuộc quần đảo Admiralty thực hiện sửa chữa khẩn cấp, vào một ụ tàu nổi tại đây vào ngày 1 tháng 10 năm 1944. Nó khởi hành vào ngày 12 tháng 10, là một trong số sáu thiết giáp hạm thuộc lực lượng bắn phá và hỗ trợ hỏa lực của Chuẩn Đô đốc Jesse B. Oldendorf trong thành phần Đệ Thất hạm đội dưới quyền chỉ huy chung của Phó Đô đốc Thomas C. Kinkaid, sẽ hoạt động tại khu vực Trung Philippines.
Pennsylvania đi đến vị trí hỗ trợ hỏa lực tại bờ Đông đảo Leyte vào ngày 18 tháng 10, và bắt đầu đợt bắn pháo che chở cho các toán trinh sát bờ biển, các toán công binh hoạt động dưới nước, và các đơn vị quét mìn hoạt động trong vịnh Leyte và tại cảng San Pedro. Nó thực hiện các nhiệm vụ bắn phá vào ngày hôm sau và hỗ trợ cho cuộc đổ bộ lên Leyte vào ngày 20 tháng 10. Nhiệm vụ bắn pháo được tiếp tục cho đến ngày 22 tháng 10, bao gồm cả việc quấy nhiễu đối phương và bắn pháo sáng vào ban đêm.
Ngày 24 tháng 10, mọi tàu chiến Mỹ có mặt trong khu vực đều được huy động chuẩn bị trong khi hạm đội Nhật đang đến gần, khai mào Trận chiến vịnh Leyte. Pennsylvania và năm thiết giáp hạm khác, cùng các tàu tuần dương và tàu khu trục trong lực lượng của Chuẩn Đô đốc Oldendorf di chuyển về phía Nam, và khi đêm xuống đã được bố trí chắn ngang lối ra vào phía Bắc của eo biển Surigao, chờ đợi sự xuất hiện của lực lượng đối phương. Đêm hôm đó, các tàu tuần tra ngư lôi (PT boat) Mỹ bố trí ngay lối vào phía Nam eo biển Surigao tấn công trước tiên bằng ngư lôi. Kế tiếp, lực lượng tàu khu trục bố trí hai bên sườn tiếp nối đợt tấn công bằng ngư lôi và hải pháo. Lúc 03 giờ 53 phút ngày 26 tháng 10, thiết giáp hạm West Virginia khai hỏa trước tiên, rồi nhanh chóng được các thiết giáp hạm và tàu tuần dương khác tham gia. Lực lượng Nhật Bản đã thẳng tiến vào một cái bẫy hoàn hảo: Chuẩn Đô đốc Oldendorf đã bố trí được đội hình tàu chiến của mình vào tư thế vốn là điều mơ ước của các nhà chiến thuật hải quân khi cắt ngang chữ T đội hình của đối phương. Phía Nhật bị mất hai thiết giáp hạm Yamashiro và Fusō cùng ba tàu khu trục trong trận chiến eo biển Surigao; tàu tuần dương Mogami cùng một tàu khu trục là những lực lượng duy nhất còn lại thoát ra được. Lực lượng của Chuẩn Đô đốc Oldendorf không bị bất kỳ thiệt hại nào, trong khi Mogami bị máy bay từ các tàu sân bay đánh chìm ngày hôm sau.

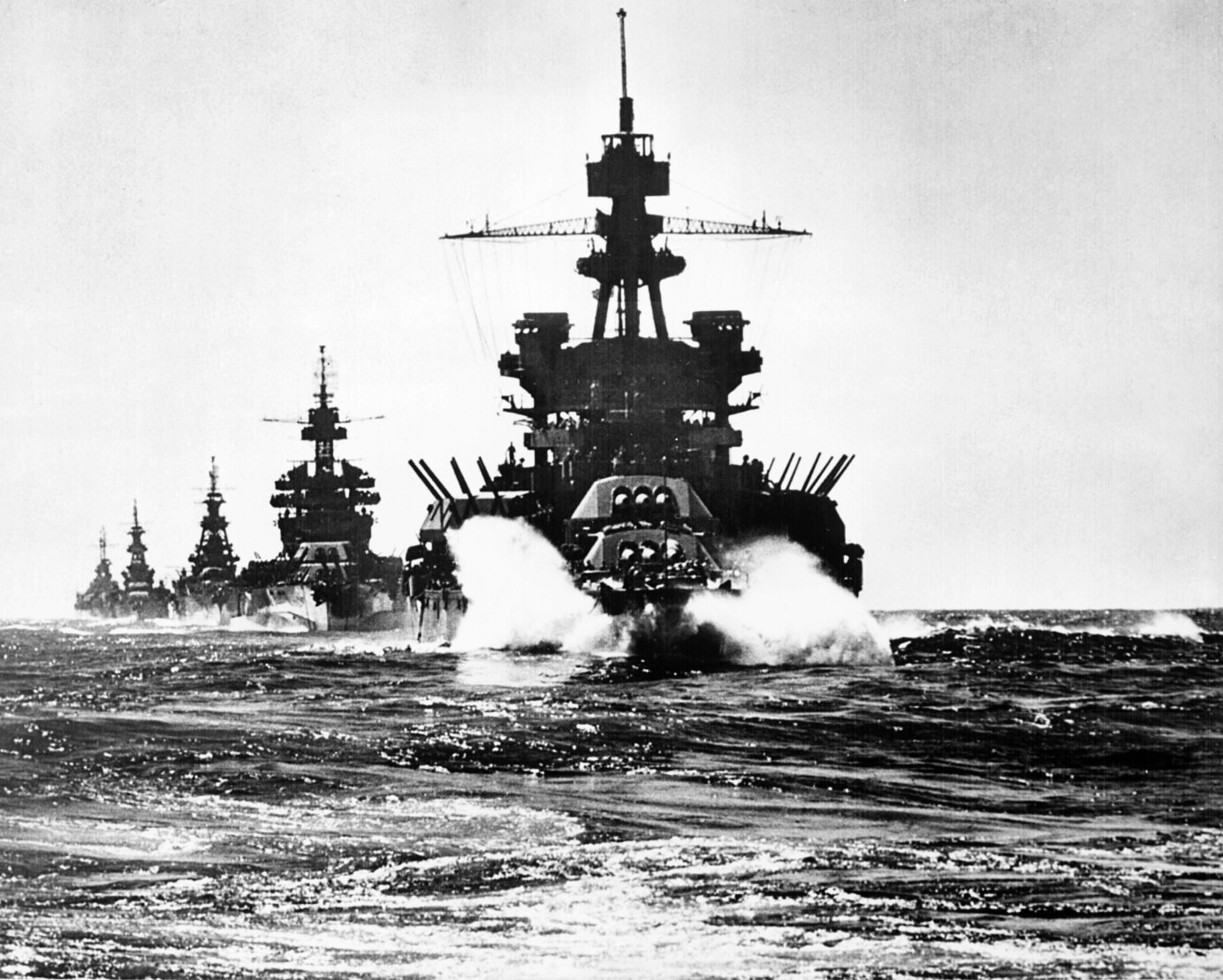
Pennsylvania đang dẫn đầu các tàu chiến Colorado (BB-45), Louisville (CA-28), Portland (CA-33) và Columbia (CL-56) vào vịnh Lingayen, Philippines, tháng 1 năm 1945.

Ngày 26 tháng 10 năm 1944, mười máy bay đối phương đã đồng loạt tấn công một tàu khu trục bên cạnh Pennsylvania, và chiếc thiết giáp hạm đã giúp đỡ vào việc bắn rơi bốn máy bay và đánh đuổi những chiếc còn lại. Đêm 28 tháng 10, nó bắn rơi một máy bay ném bom đang dự tính tấn công bằng ngư lôi.

#### 1945
Pennsylvania tiếp tục tuần tra lại khu vực vịnh Leyte cho đến ngày 25 tháng 11, di chuyển đến Manus thuộc quần đảo Admiralty và sau đó đến Kossol Passage nơi nó được tiếp đạn. Nó khởi hành ngày 1 tháng 1 năm 1945 cùng lực lượng hỗ trợ hỏa lực của Phó Đô đốc Oldendorf hướng đến Vịnh Lingayen. Đội đặc nhiệm chịu đựng các cuộc không kích nặng nề trong các ngày 4 và 5 tháng 1, khi chiếc tàu sân bay hộ tống Ommaney Bay bị một máy bay tự sát đâm trúng và bị hủy hoại do đám cháy phát sinh. Nhiều tàu chiến khác cũng bị hư hại.
Sáng ngày 6 tháng 1, Pennsylvania thực hiện cuộc bắn phá xuống các khu vực mục tiêu trên đảo Santiago tại cửa vịnh Lingayen. Trưa hôm đó, chiếc thiết giáp hạm tiến vào vịnh thực hiện các cuộc phản pháo hỗ trợ cho các lực lượng quét mìn trước khi rút lui khi đêm xuống. Sáng hôm sau, 7 tháng 1, toàn bộ lực lượng hỗ trợ hỏa lực tiến vào vịnh Lingayen bắn pháo hỗ trợ cũng như tiêu diệt mục tiêu đối phương, và công việc nả pháo chuẩn bị này kéo dài cho đến hết ngày hôm sau. Vào ngày 9 tháng 1, Pennsylvania thực hiện bắn pháo hỗ trợ cho các đợt đổ bộ. Máy bay đối phương đã tấn công lực lượng trong vịnh Lingayen vào ngày 10 tháng 1. Bốn quả bom đã nổ sát bên cạnh, nhưng không gây thiệt hại gì cho Pennsylvania. Trưa hôm đó, nó thực hiện nhiệm vụ bắn pháo theo yêu cầu lần cuối cùng nhằm hỗ trợ cho hoạt động trên bờ với 12 quả pháo nhằm tiêu diệt một điểm tập trung xe tăng đối phương được phát hiện bởi một toán trinh sát pháo binh trên bờ.
Từ ngày 10 đến ngày 17 tháng 1 năm 1945, Pennsylvania thực hiện một chuyến tuần tra trong khu vực biển Nam Trung Quốc, ngoài khơi vịnh Lingayen, cùng các tàu chiến khác của đội đặc nhiệm. Ngày 17 tháng 1, nó thả neo tại vịnh Lingayen và ở lại đây cho đến tận ngày 10 tháng 2, khi nó lên đường đến Manus thuộc quần đảo Admiralty để thực hiện các sửa chữa tạm thời. Lại lên đường ngày 22 tháng 2, chiếc thiết giáp hạm đi ngang qua quần đảo Marshall và Trân Châu Cảng trước khi về đến San Francisco vào ngày 13 tháng 3. Nó đi vào xưởng tàu Hunter's Point để được đại tu rộng rãi. Các khẩu pháo chính và pháo hạng hai của nó được tái trang bị, trong đó một số nòng pháo 356 mm (14 inch) mới của nó được vớt lên từ chiếc thiết giáp hạm Oklahoma bị chìm trong vụ quân Nhật tấn công Trân Châu Cảng. Ngoài ra, các vũ khí phòng không bổ sung, radar và hệ thống kiểm soát hỏa lực được cải tiến cũng được trang bị.
Sau khi hoàn tất việc đại tu, Pennsylvania tiến hành các cuộc chạy thử máy tại vùng biển ngoài khơi San Francisco, rồi được tiếp nối bằng các đợt huấn luyện ôn tập trong thời gian ở lại San Diego, California. Nó rời San Francisco ngày 12 tháng 7 hướng đến Trân Châu Cảng, và đến nơi vào ngày 18 tháng 7. Nó khởi hành đi Okinawa vào ngày 24 tháng 7. Trên đường đi chiếc thiết giáp hạm tham gia vào cuộc bắn phá đảo Wake vào ngày 1 tháng 8; và sau khi khi được tiếp đạn tại Saipan ngày hôm sau, nó lại tiếp tục hành trình. Tại Okinawa nó th̉a neo trong vịnh Buckner cạnh thiết giáp hạm Tennessee. Vào ngày 12 tháng 8, chỉ ba ngày trước khi Nhật Bản đầu hàng, một máy bay ném ngư lôi đối phương xâm nhập vịnh Buckner mà không bị phát hiện và phóng một quả ngư lôi nhắm vào Pennsylvania lúc đó đang thả neo tại đây. Bị đánh trúng phía đuôi tàu, Pennsylvania bị hư hại đáng kể. Vụ nổ do quả ngư lôi gây ra đã làm thủng một lỗ khoảng 9 m (30 ft) đường kính phía đuôi tàu, khiến 20 người thiệt mạng v̀a 10 người bị thương, cùng nhiều ngăn bị ngập nước. Pennsylvania bị nghiêng nặng về phía đuôi, tuy nhiên độ ngập nước của con tàu đã kiểm soát được nhờ hoạt động của các đội cứu hộ trên chiếc Pennsylvania cùng với sự trợ giúp kịp thời của hai tàu kéo cứu hộ. Ngày hôm sau, nó được kéo vào chỗ nước nông nơi những hoạt động cứu hộ được tiếp tục thực hiện.
Ngày 18 tháng 8, được hai tàu kéo lai dắt, Pennsylvania rời vịnh Buckner. Nó đi đến cảng Apra, Guam ngày 6 tháng 9 và vào ụ tàu tại đây, nơi một tấm thép lớn được hàn vào lỗ thủng bởi ngư lôi, cho phép chiếc thiết giáp hạm quay trở về Hoa Kỳ bằng chính động lực của nó. Ngày 4 tháng 10, nó lên đường thực hiện chuyến hải trình về nhà dưới sự tháp tùng của tàu tuần dương Atlanta và tàu khu trục Walke. Đến ngày 17 tháng 10, đang trên đường đi, trục số 3 bất ngờ trượt ra, buộc phải cử thợ lặn xuống nước cắt rời trục và chân vịt cho chúng chìm xuống biển. Bị ngập nước và chỉ hoạt động một chân vịt, Pennsylvania gắng gượng lê lết về Xưởng hải quân Puget Sound, Washington, vào ngày 24 tháng 10.
Việc sửa chữa được thực hiện cho phép Pennsylvania di chuyển đến quần đảo Marshall nơi nó được sử dụng như một tàu mục tiêu cho việc tiến hành Chiến dịch Crossroads, một cuộc thử nghiệm tác động của bom nguyên tử đối với các tàu chiến tại đảo san hô Bikini vào tháng 7 năm 1946. Sau đó, nó được kéo về vũng biển Kwajalein, nơi chiếc thiết giáp hạm kỳ cựu được cho nngưng hoạt động vào ngày 29 tháng 8 năm 1946. Nó ở lại Kwajalein để được nghiên cứu tác động phóng xạ và cấu trúc cho đến ngày 10 tháng 2 năm 1948 khi nó bị đánh chìm ngoài khơi Kwajalein với phần đuôi chìm trước. Pennsylvania được rút khỏi danh sách Đăng bạ Hải quân vào ngày 19 tháng 2 năm 1948.
Pennsylvania được tặng thưởng Đơn vị Tuyên dương Hải quân và tám Ngôi sao Chiến đấu do thành tích phục vụ trong Thế Chiến II.